# Комаровське селищне кладовище
Комаровський селищний цвинтар (рос. Комаровское поселковое кладбище) — некрополь у селищі Комарово, передмісті Санкт-Петербурга.

## Історія
Цвинтар поблизу селища виникло ще на початку 20 сторіччя. Найстарішим похованням є могила композитора В. Є. Савинського, якого поховано тут у 1915 році.
Починаючи з 1950-х років на кладовищі поряд з місцевими мешканцями почали ховати відомих вчених, діячів літератури та мистецтва — еліту інтелігенції, всього близько 200 могил.

## Відомі особистості, що поховані на цвинтарі
- Алексєєв Михайло Павлович — літературознавець, мистецтвознавець, композитор, академік АН СРСР
- Альтман Натан Ісайович — художник.
- Анна Ахматова — поетеса.
- Бей-Бієнко Григорій Якович — радянський російський ентомолог.
- Наталя Бехтерєва — російський нейрофізіолог
- Володін Олександр Мойсейович — драматург
- Єфремов Іван Антонович — письменник
- Ліхачов Дмитро Сергійович — російський філолог, історик, академік
- Линник Володимир Павлович — радянський оптик, академік АН СРСР (1939), Герой Соціалістичної Праці (1969).
- Линник Юрій Володимирович — — радянський математик в області теорії ймовірності, теорії чисел, статистики.
- Огородников Кирило Федорович — астроном